# Lophiobrycon
Lophiobrycon is een monotypisch geslacht van straalvinnige vissen uit de familie van de karperzalmen (Characidae).

## Soort
- Lophiobrycon weitzmani Castro, Ribeiro, Benine & Melo, 2003